# Poliske
Poliske (en ucraniano: Поліське, Polis'ke; en ruso: Полесское, Polesskoye) es una localidad ucraniana localizada al norte del óblast de Kiev a orillas del río Uzh, siendo la capital del raión homónimo hasta 1993. Desde 1986 a 1990 se encontraba dentro de un área de control estricto en la zona de alienación a causa del desastre de Chernóbil. La localidad se ubicaba 15 kilómetros al suroeste de la estación de tren de Vilcha.

## Toponimia
El asentamiento fue fundado bajo el nombre de Khabnoie en ruso y Khabne (tumba) en ucraniano, hasta que en 1934 volvieron a cambiar su nombre al de Kaganovichi Pervye y Kahanovichi Pershi en ruso y ucraniano respectivamente, debido a los malos recuerdos que traía el antiguo nombre. Finalmente en 1957 se optó por nombrar la localidad Polesskoie (Poliske).

## Historia

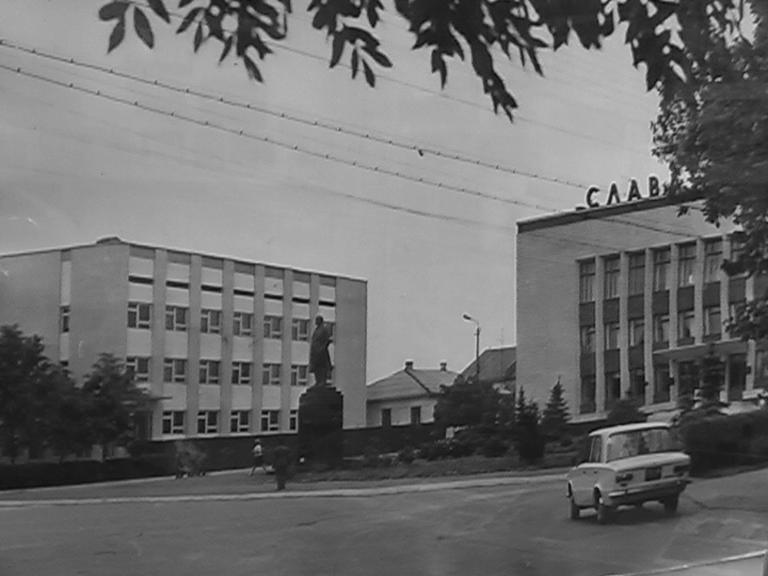
Edificio de la administración en 1983.

Khabne fue fundada como pueblo en el siglo XV. Allí vivió la familia polaca Horwatt desde 1850 hasta 1918. En el siglo XIX este pequeño pueblo pasó a ser conocido por su industria textil. En 1890, el 80 % de la población era judía. En la segunda mitad del siglo XIX y a comienzos del siglo XX era conocido por un grupo musical familiar de música Klezmer formado por la familia Makonowiecki.
Durante la época de la Unión Soviética, la localidad perdió parte de su arquitectura: El castillo de Radziwiłł y varias iglesias ortodoxas y católicas. En 1938 alcanzó el status oficial de asentamiento de tipo urbano.

### Accidente de Chernóbil
El 26 de abril de 1986 se produjo la explosión en la Central Nuclear de Chernóbil, considerado en el presente como el peor accidente nuclear de la historia. Los bomberos de Polesskoye, junto a los bomberos de Ivankov y Chernóbil fueron los primeros en acudir para apagar el incendio. En aquel entonces, la población de la localidad era de 11.300 habitantes aproximadamente.
256 evacuados de Prípiat fueron reubicados en Polesskoye. En agosto de 1986 se conoció el alcance de la contaminación radiactiva, docenas de veces superior a la cantidad máxima soportada por el ser humano y peores que la ciudad de Prípiat (a 3 kilómetros de la central) en algunos puntos. A pesar de las recomendaciones de los científicos, las autoridades se rehusaron a reubicar la población, ya sea por renuencia a ampliar los límites de la zona de alienación o por no admitir que la catástrofe tenía consecuencias mucho mayores a las que se habían dicho anteriormente. El partido comunista decidió evacuar solo tres aldeas ese año.
Durante un tiempo el gobierno intentó convencer a la población que estaba viviendo en un lugar seguro, tratando de hacer ver a Polesskoye como "una ciudad modelo, localizada cerca de la zona de alienación". En octubre de 1986 se cambiaron los techos de las casas por otros nuevos, y durante 1987 se hicieron importantes cambios en materia de infraestructura, bloqueando rutas hacia aldeas abandonadas y construyendo modernas escuelas, iglesias, y edificios de bloques de hasta cinco pisos, pavimentando todas las calles e instalando suministros de agua y gas de calidad óptima.
Las autoridades no permitieron evacuar a la evacuación de los habitantes, y quienes abandonaban su hogar ilegalmente eran exiliados políticamente. Una de las maneras de incentivar a las personas a quedarse era el pago de mayores sumas de dinero si trabajaban en los koljóses contaminados del raión.
A inicios de 1988 se hicieron evidentes los efectos de la población, considerados por el gobierno como "casos aislados": cataratas en los ojos, "resfriados comunes", entre otros. En 1989, a pesar de superar los 12.000 habitantes requeridos para considerarse oficialmente una ciudad, Polesskoye no fue nombrada como tal.
Ese mismo año, con la mitad de la población seriamente enferma y tras recibir una carta firmada por 200 personas, el parlamento ucraniano permitió la evacuación voluntaria 1990. En la carta estaba escrito:

Nosotros, los ciudadanos de Polesskoye, hemos estado viviendo en una zona bajo un control estricto desde hace cuatro años. Ustedes probablemente sabrán las circunstancias en las que nuestros hijos crecen. No son solo inhumanas. Sufren los efectos ante nuestros ojos. A diario se quejan de dolores de cabeza y nauseas. Con frecuencia vomitan y sufren hemorragias nasales. Están demasiado débiles como para mantenerse despiertos hasta el punto de quedarse dormidos en las escuelas. Esto ha estado sucediendo desde hace tres años, tiempo que llevamos de espera para que el gobierno nos ayude a nosotros y nuestros hijos para así abandonar esta zona

Contaminación en 1996. Nótese que Poliske está directamente en la ruta de la lluvia radiactiva.

La evacuación obligatoria de la ciudad comenzó solo en 1993, después del colapso de la Unión Soviética. Los residentes empezaron a recibir apartamentos en otras localidades de Ucrania. Irónicamente, la organización que ayudaba a las personas a desplazarse de la localidad era la misma que hizo campaña activamente en contra de una reubicación años antes.
El 17 de noviembre de 1993, Poliske pierde el estatus de capital. Hacia 1998 Poliske ya era una ciudad fantasma, con solo mil personas que todavía vivían en el centro de la ciudad. En marzo de 1999 se hizo la evacuación definitiva y todas las carreteras fueron bloqueadas con montículos o vallas.

### Actualidad
Al igual que en los otros asentamientos abandonados, Poliske está cubierta de la vegetación exuberante característica de Polesia. Se pueden ver huellas de animales salvajes, y golondrinas haciendo sus nidos en las azoteas de las casas abandonadas.
Como la única ruta de Kiev a Mózyr atravesaba Poliske, se decide en el año 2004 construir una carretera de circunvalación al este, evitando el paso por la ciudad contaminada. En 2006 se establecieron puntos de control en la entrada sur de la localidad y en la entrada norte de Vilcha, quince kilómetros al noreste.
La estación de bomberos, que era el único complejo que seguía funcionando fue finalmente clausurada en primavera de 2009 después de que el techo se viniera abajo, siendo inútil su funcionamiento. 
En 2010, un grupo de trabajadores (con equipo especial) derrumbaron la escuela Nº 2 y el Jardín de Infantes. Las obras se llevaron a cabo con el permiso de la administración del raión. En el año 2016, 4 personas vivían en la localidad, los cuales eran denominados "samosely" o "auto-colonos", personas de avanzada edad y que se negaban a abandonar su hogar.
De febrero a abril de 2022, Poliske estuvo ocupada por Rusia como resultado de la invasión de 2022.

## En la cultura popular
En el videojuego S.T.A.L.K.E.R.: Shadow of Chernobyl, hay una ubicación cortada llamada Dead City, que parece inspirarse en Poliske.

## Galería

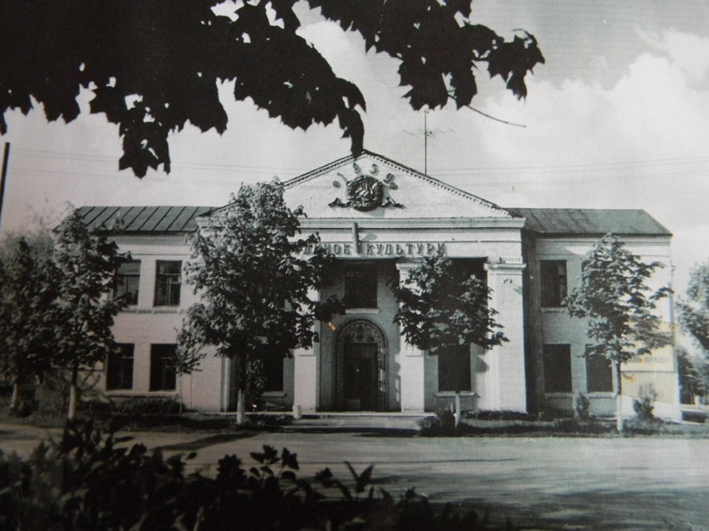
El palacio de la cultura en 1988.
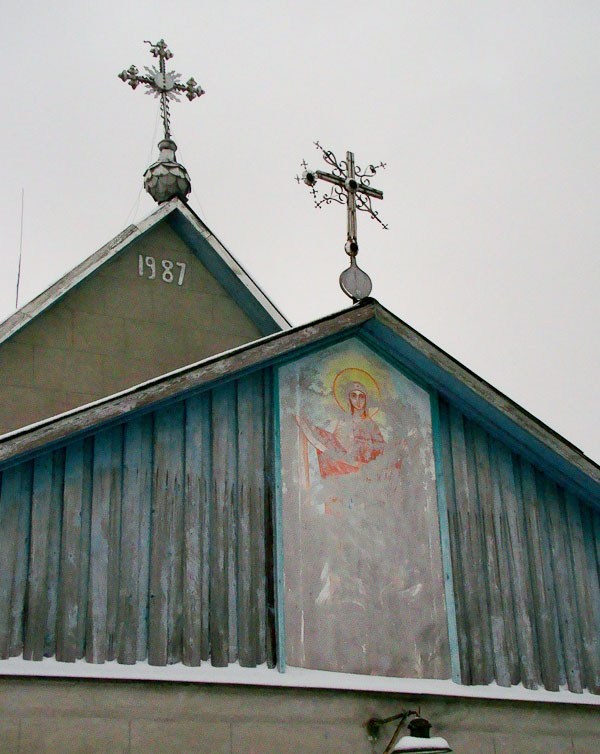
Iglesia construida en 1987.
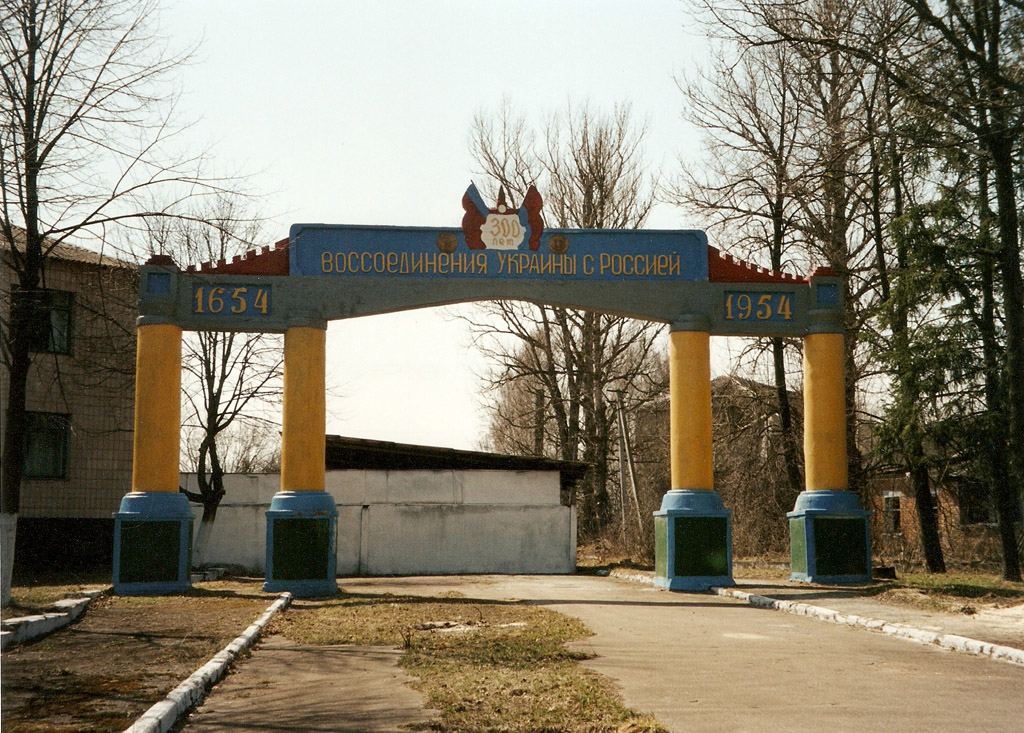
Estructura soviética de 1952.
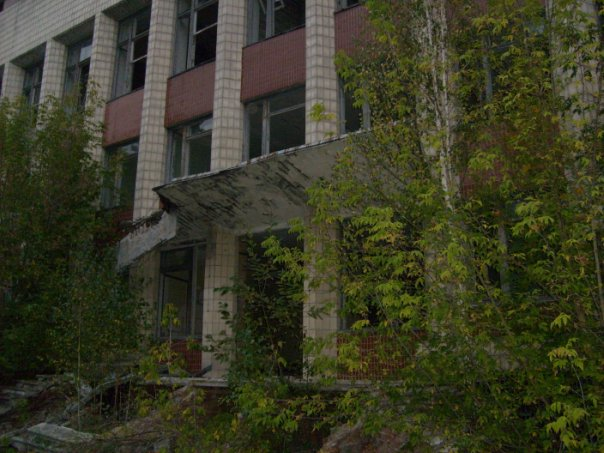
El edificio administrativo en 2009.